# Vaginal Davis
Vaginal Davis (Los Ángeles, California, 1969) es una artista estadounidense.

## Vida y obra
Es una pintora, comisaria independiente, compositora y escritora, impulsora del movimiento homocore punk e icono musicoartístico queer, miembro de la banda Cholita! The Female Menudo, con hits como por ejemplo «Yo no soy puta, soy princesa».
Davis llegó a ser muy conocida en la década de 1980 en la ciudad de Nueva York. Actualmente vive en Berlín.
El nombre de Davis es un homenaje a la activista Angela Davis.